# Malayen-Wimpelfisch
Der Malayen-Wimpelfisch (Heniochus singularius) ist eine  Art aus der  Familie der Falterfische.

## Merkmale
Der Malayen-Wimpelfisch erreicht eine maximale Länge von 30 Zentimetern und ist somit die größte Art der Wimpelfische.
Jungtiere und ausgewachsene Malayen-Wimpelfische unterscheiden sich deutlich in ihrem Aussehen. Bei den Jungtieren ist der vierte Hartstrahl der Rückenflosse zu einer weißen Fahne ausgezogen, wodurch seine dreieckige Form noch deutlicher wird. Die ausgewachsenen Tiere haben eine weniger lang ausgezogene Fahne, was ihnen die für Falterfische charakteristische volle Form verleiht. Das Farbmuster des Körpers beginnt mit einem weißen, den Mund umgebenden, Band, an das sich mehrere schwarze Bänder anschließen. Dazu gehört ein vom oberhalb des Auges bis zum Kinn verlaufender schwarzer Augenstreifen. An diesen Augenstreifen schließt sich ein zum vorderen Teil der Rückenflosse verlaufendes Band an. Das hinterste schwarze Band verläuft diagonal vom Anfang des weichstrahligen Teils der Rückenflosse zum hinteren Ende der Afterflosse. Der weichstrahlige Teil der Rückenflosse und die gesamte Schwanzflosse sind gelb. Bei ausgewachsenen Malayen-Wimpelfischen ist der Teil zwischen den beiden schwarzen Bändern mit einem Netzmuster überzogen. Am Kopf hat der Malayen-Wimpelfisch eine knochige Beule. Die Rückenflosse besteht aus 11 bis 12 Hartstrahlen und 25 bis 27 Weichstrahlen, während die Afterflosse 3 Hartstrahlen und 17 bis 18 Weichstrahlen aufweist.

## Verbreitung
Das Verbreitungsgebiet des Malayen-Wimpelfischs erstreckt sich über weite Teile des  Indopazifiks: Von den Malediven und dem Chagos-Archipel bis nach Samoa sowie von Südjapan bis Nordaustralien. In Australien kommt er von der Shark Bay bis zum Dampier-Archipel und den vorgelagerten Riffen Westaustraliens ebenso vor wie im nördlichen Great Barrier Reef bis zur Moreton Bay in Queensland. Außerdem ist er auch in den Riffen um die  Weihnachtsinsel verbreitet.

## Vorkommen und Verhalten
Der Malayen-Wimpelfisch kommt an küstennahen, inneren und äußeren Riffabhängen vor. Er bevorzugt Gebiete mit reichlich Korallenwachstum und abwechslungsreicher Topografie. Juvenile Tiere sind meist in flachen Lagunen anzutreffen, kommen gelegentlich aber auch in tieferem Wasser im Schutz von Höhlen vor. Sie ernähren sich von Korallenpolypen,  in der Nähe des Bodens lebenden Wirbellosen und Algen. In der Fortpflanzungszeit sind Malayen-Wimpelfische paarweise anzutreffen.

## Taxonomie
Der Malayen-Wimpelfisch wurde zuerst 1911 von den US-amerikanischen Zoologen Hugh McCormick Smith und Lewis Radcliffe formell beschrieben, wobei als Typenfundort Alibijaban im Golf von Ragay (Luzon) auf den Philippinen angegeben wurde.

## Nutzung
Der Malayen-Wimpelfisch ist sowohl in freier Wildbahn als auch im Aquarienhandel selten zu finden.